# Biest (melk)

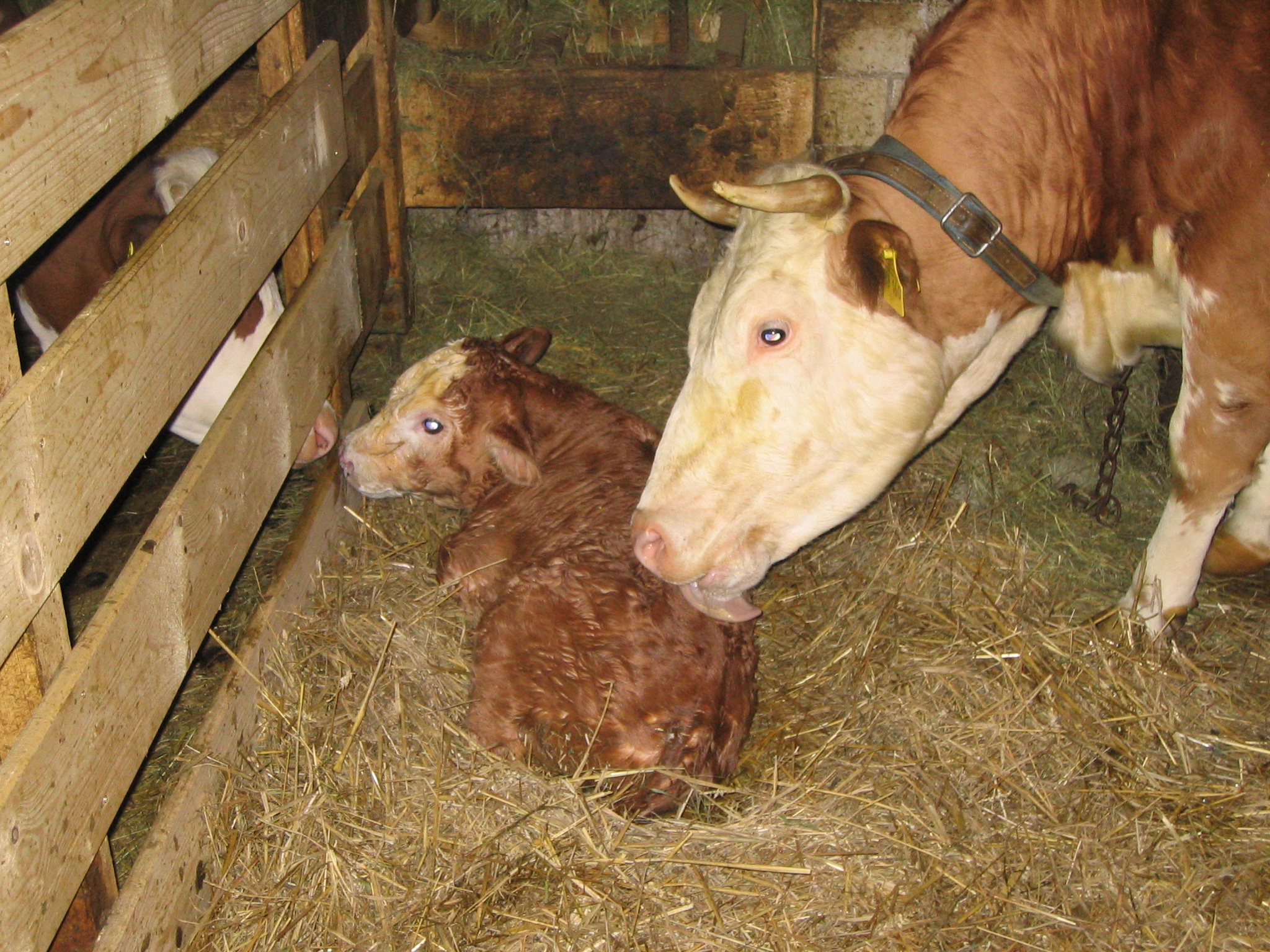
Biest is krachtvoer voor het pasgeboren kalf

Biest is de eerste melk die gevormd wordt nadat een zoogdier geworpen heeft. Bij mensen wordt meestal de term colostrum gebruikt.

## Functie
Biest is dikker en geler dan gewone melk en bevat veel afweerstoffen in de vorm van eiwitten. De eerste 24 uur na de baring is biest het rijkst aan afweerstoffen, daarna loopt ze snel terug en komt de gewone melkproductie op gang. Een net geboren zoogdier heeft nog geen eigen afweer, dus is het belangrijk dat het biest drinkt.
Biest varieert in kwaliteit en kwantiteit. In de veeteelt wordt de kwaliteit gemeten als het gehalte aan immunoglobuline G (IgG) per liter. 75% van de eiwitten in biest bestaat uit immunoglobulinen en albuminen. Normaal kunnen deze grote eiwitketens de darmwand niet passeren; alleen in de eerste 24 tot 36 levensuren staat de darmwand open voor deze afweerstoffen. Voor een maximale opname van de antistoffen moet het jong binnen zes uur na de geboorte biest drinken. Recente studies tonen aan dat runderen binnen de eerste dertig minuten biest moeten krijgen voor een maximale opname.
Door de hoge concentratie aan zouten in biest wordt de darmfunctie bevorderd. Ook bevat biest meer vitamine A en caroteen dan gewone melk. Daarnaast bevat zij bij sommige dieren, zoals schapen en paarden, meer vetten, wat bevorderlijk is voor het jong, dat veel energie nodig heeft. Bij andere dieren, waaronder kamelen, bevat ze juist minder vet dan de melk. Bij varkens kan de concentratie vet in de melk 48 tot 72 uur na het werpen hoger zijn dan in de biest. De concentratie vet in de biest van koeien is zeer variabel.
Bij koeien wordt de eerste melk na het kalven griest genoemd; de tweede melk, vanaf twaalf uur na het kalven, wordt biest genoemd. Dit zijn termen die stammen uit de 19e eeuw of nog eerder. In verband met de andere samenstelling mag biest de eerste dagen niet in de melktank. Na een dag of veertien noemt men het geen biest meer.

## Menselijke consumptie van biest

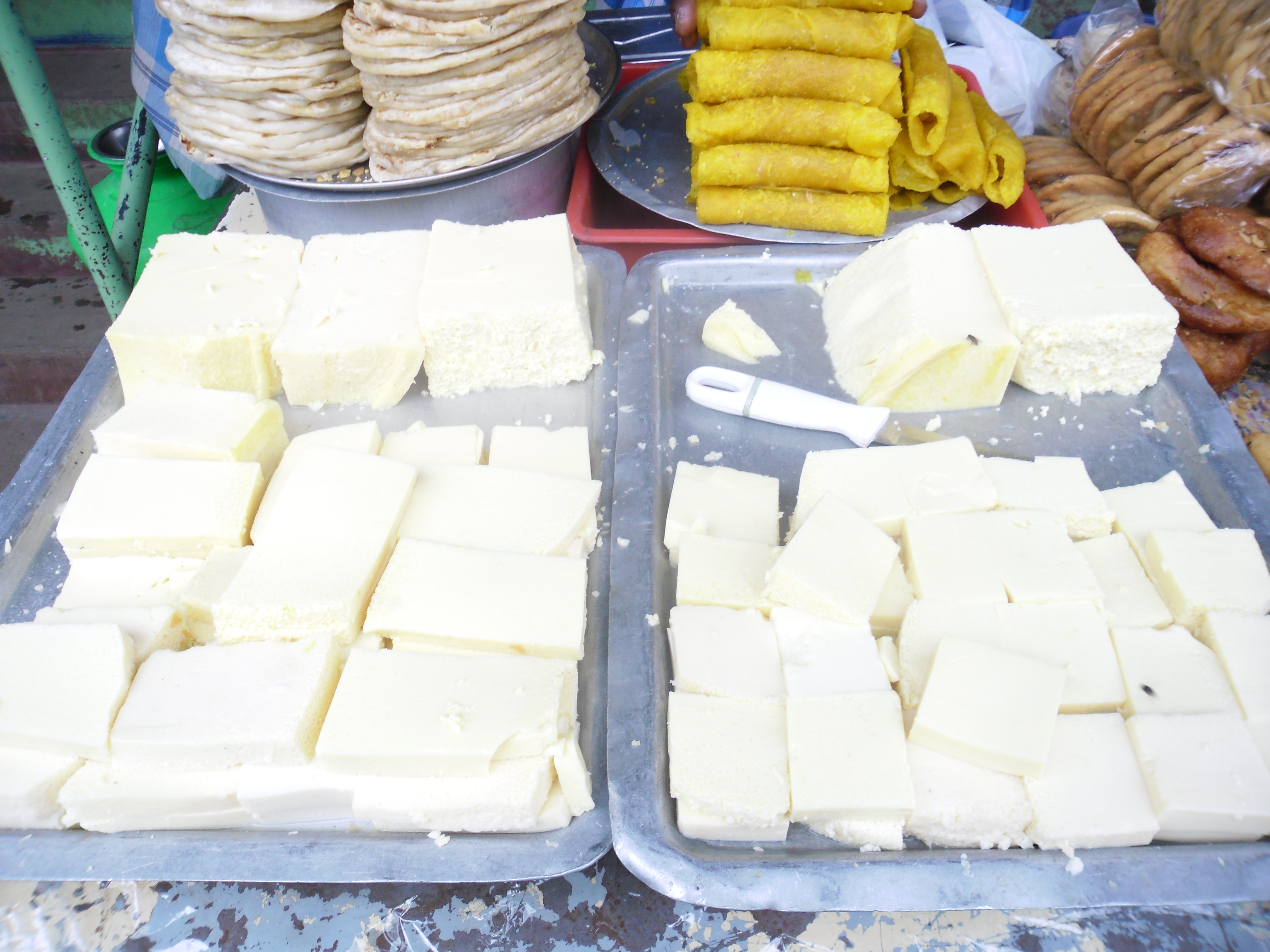
Gewelde biest in een stalletje, Salem, Tamil Nadu

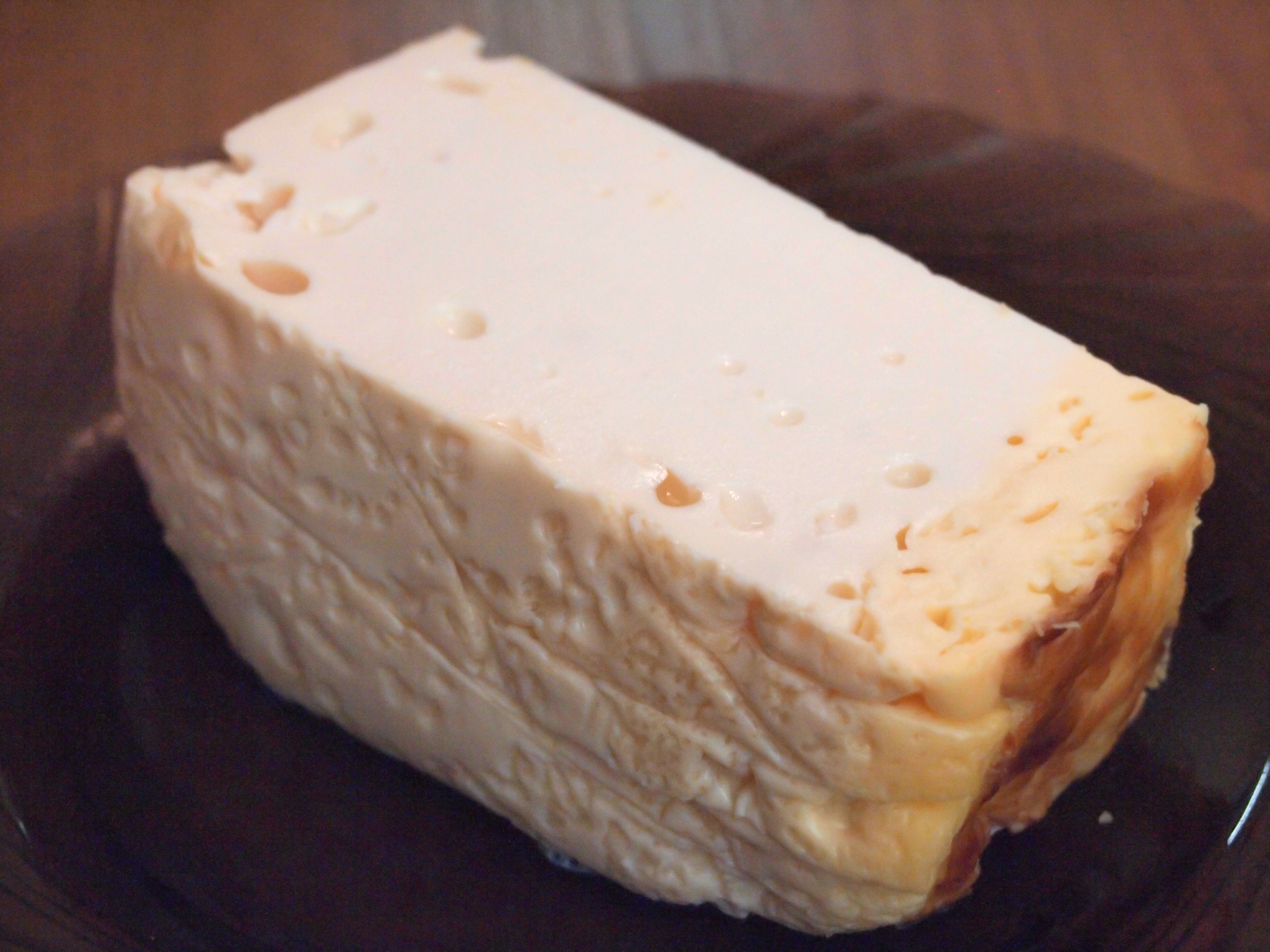
Molozyvo – een traditioneel gerecht uit de keuken van Oekraïne

Griest is niet geschikt voor menselijke consumptie, biest wel. Beweringen dat het eten van biest goed is voor de volwassen mens zijn aanvechtbaar, omdat de meeste componenten in de volwassen maag verteerd worden, met inbegrip van de antistoffen en alle andere eiwitten. Ondanks bewijzen dat de meeste componenten niet intact worden opgenomen, claimen voorstanders dat biest nuttig is bij de behandeling of preventie van verscheidene ziekten.
Biest bevat immunoglobulinen die specifiek zijn voor veel ziekteverwekkers van de mens, waaronder Escherichia coli, Cryptosporidium parvum, Shigella flexneri, Salmonella, Stafylokokken en het rotavirus (dat bij kleine kinderen diarree veroorzaakt). Voor er antibiotica waren, was biest de voornaamste bron van immunoglobulinen die werden gebruikt om bacteriën te bestrijden. Toen Albert Sabin zijn eerste orale vaccin tegen polio maakte, kwam het immunoglobuline dat hij gebruikte van biest. Sinds er antibiotica zijn, nam de belangstelling voor biest af, maar nu er resistente ziekteverwekkers zijn ontstaan, komt er weer belangstelling voor natuurlijke alternatieven voor antibiotica zoals biest.
Sommige atleten gebruiken biest in een poging hun prestatie te verbeteren, hun hersteltijd te bekorten en ziekte tijdens topprestaties te voorkomen. Een supplement van 20 gram biest per dag, in combinatie met acht weken training, kan de vetvrije lichaamsmassa van actieve mannen en vrouwen doen toenemen.
Een laag IGF-1-niveau kan samenhangen met dementie bij hoogbejaarden, hoewel er geen causaal verband is aangetoond. Mensen met een eetstoornis hebben ook een laag IGF-1-niveau als gevolg van ondervoeding, evenals mensen met obesitas. Biest, dat veel IGF-1 bevat, kan daarom een nuttig onderdeel vormen van een vermageringsdieet. Hoewel IGF-1 niet intact wordt geabsorbeerd door het lichaam, stimuleert het wel de aanmaak van IGF-1 wanneer het als supplement wordt ingenomen.
Biest dient wel hygiënisch gewonnen te worden, of alsnog een hygiënestap te doorlopen. Rauwe biest kan besmettingen bevatten, of de bron moet voorafgaand grondig getest worden. Bijvoorbeeld paratbc is een besmetting die in koeien en nog meer in geiten asymptomatisch voorkomt. Paratbc wordt ervan verdacht dat het de ziekte van Crohn kan veroorzaken, soms wel jaren later wegens de lange incubatietijd. Zonder testen vooraf is het beter de biest te wellen, dit is tot aan de kook onder roeren langzaam verwarmen. Daarmee is de biest veiliger voor consumptie, maar zijn veel van de bijzondere stoffen verloren gegaan. De hygiëne-eis is de belangrijkste reden dat biest niet algemeen commercieel beschikbaar is.

## Pap, lariekoek, pannenkoeken en kaas
Wil men zieken helpen, dan wordt bijvoorbeeld het deel van de tweede melk gebruikt dat te veel is voor het kalf. De biest kan met suiker gegeten worden, met beschuit en kaneelsuiker en er kan pap van gemaakt worden. Door ze te wellen wordt de biest na enige tijd dikker, dan is ze goed geweld. Als ze nog langer verwarmd wordt, wordt het een soort kwarktaart die lariekoek wordt genoemd. Biest kan ook ter vervanging van melk gebruikt worden bij het bakken van pannenkoeken. In verschillende landen wordt van biest kaas gemaakt, bijvoorbeeld Leipäjuusto in Noord-Finland en Kainuu, en Molozyvo in Oekraïne. Door haar bijzondere samenstelling past biest in een cholesterolverlagend dieet. In poedervorm wordt gedroogde biest verkocht als voedingssupplement.